# Huit Facettes
Huit Facettes (gegründet 1996 in Dakar) ist ein Künstlerkollektiv. Mitglieder sind: Abdoulaye N'Doye (* 1951), El Hadji Sy, Cheikh Niass (* 1966), Jean-Marie Bruce (* 1965), Mor Lisa Ba und Amadou Kane Sy (alias Kan-Si) (* 1961). Sie stammen aus dem Senegal. Fodé Camara ist in Guinea geboren.
Huit Facettes hat den historischen Widerspruch der Moderne, ästhetisch autonom und zugleich sozial relevant zu sein, aufgelöst. Die Gruppe konzentriert sich auf prozessuale soziale Interventionen in Form von Workshops. Huit Facettes vermittelt zwischen der „dritten“ und der westlichen Welt, zwischen Globalisierungsprozessen und der Vielzahl individueller Zeitlichkeiten. In Workshops im ländlichen Senegal, in Dörfern wie Joal, Ndem und Hamdallaye Samba M'Baye, versucht Huit Facettes, eine immer stärker werdende Polarisierungen zwischen Stadt und Vorstadt, zwischen Kunst und Unternehmertum, zwischen Kunsthandwerk und Handwerk (Batik, Glasmalerei, Keramik, und Brandmalerei) aufzuheben.
Auf der Documenta11 präsentierte Huit Facettes zusammen mit belgischen regierungsunabhängigen Organisationen, die neue Technologien im suburbanen Raum fördern, eine Dokumentation ihrer sozialen Arbeit in Hamdallaye Samba M'Baye im Senegal seit 1999.